# Bois des Ayes
Bois des Ayes este o arie protejată (arie de protecție specială avifaunistică — SPA) din Franța întinsă pe o suprafață de 880 ha, integral pe uscat.

## Localizare
Centrul sitului Bois des Ayes este situat la coordonatele 44°49′02″N 6°40′09″E / 44.81722°N 6.66917°E.

## Înființare
Situl Bois des Ayes a fost declarat arie de protecție specială avifaunistică în baza directivei 79/409 din 1979 referitoare la conservarea păsărilor sălbatice pentru a proteja 14 specii de animale.

## Biodiversitate
Situată în ecoregiunea alpină, aria protejată nu include niciun habitat protejat.
La baza desemnării sitului se află mai multe specii protejate de  păsări (14): minunița (Aegolius funereus), potârnichea de stâncă (Alectoris graeca saxatilis), acvilă de munte (Aquila chrysaetos), șerpar (Circaetus gallicus), ciocănitoare neagră (Dryocopus martius), ciuvică (Glaucidium passerinum), vulturul pleșuv sur (Gyps fulvus), Lagopus mutus helveticus, sfrâncioc roșiatic (Lanius collurio), ciocârlie de pădure (Lullula arborea), viespar (Pernis apivorus), Pyrrhocorax pyrrhocorax, sitar de pădure (Scolopax rusticola), cocoșul de mesteacăn (Tetrao tetrix tetrix).
Pe lângă speciile protejate, pe teritoriul sitului au mai fost identificate 22 de specii de păsări.